# Heinrich, Graf von Hamburg
Heinrich, Graf von Hamburg (* 1035; † an einem 31. Oktober nach 1093) verwaltete als Graf von Hamburg die billungischen Grafschaften in Nordelbien.

## Leben und Wirken

### Herkunft
Heinrich von Hamburgs Herkunft ist nicht gesichert. Nach einer Theorie war er das uneheliche Kind der Stiftsdame Rikquur aus dem Damenstift Heeslingen. Diese hatte ein uneheliches Kind bekommen, was einen jahrzehntelangen Rechtsstreit mit dem Erzbistum Bremen auslöste. Nachdem Rikquur 1059 Teile ihres Erbgutes in Stade und Dithmarschen an die Kirche abgetreten hatte, verzichtete der Erzbischof Adalbert von Bremen auf Weiterverfolgung der Angelegenheit. Die ihr zugesprochenen Einkünfte wurden auch ihrem Sohn Heinrich zugesprochen. Rikquur ist vermutlich mit der bei Adam von Bremen erwähnten Tochter von Emma von Lesum und des Billunger Grafen Liudger († 1011) zu identifizieren, die wegen einer nicht weiter genannten Verfehlung 1038 das Erbe ihrer Mutter, das Reichslehen Lesum, nicht antreten durfte.
Ob Rikquurs Sohn Heinrich mit dem Hamburger Grafen identisch ist, ist nicht belegt. Heinrichs leibliche Vater ist unbekannt, könnte aber ein Udone gewesen sein. Da Heinrich von Hamburg heiraten durfte und lehnsfähig war, müsste ihm, wäre er tatsächlich unehelich geboren, entweder der Papst oder Erzbischof Adalbert als Vertreter des Papstes im Norden einen Dispens ausgesprochen haben.

### Leben
Um 1060 ließ der Billunger Herzog Ordulf von Sachsen die Neue Burg an der Alster errichten oder einen bereits bestehenden Ringwall erneut befestigen. Kurz nach 1059 übergab Ordulf die Herrschaft der Billunger nördlich der Elbe an Heinrich von Hamburg, der die Neue Burg als Amtssitz wählte. Sein Sohn Gottfried von Hamburg beschrieb 1100 in einer Widmungsurkunde im Festtagsevangeliar des Hamburger Doms das Wirken seines Vaters. Heinrich habe Kirchen und Reliquien gespendet. Außerdem habe er sich militärisch als „sehr ruhmreich“ erwiesen.
Belegt ist die Teilnahme von Heinrich von Hamburg an Feldzügen 1066, 1069 und 1072. Er führte eines von drei Heeren in den Sachsenkriegen 1073/74. Dabei kämpfte er sowohl gegen Heinrich IV. als auch gegen die Abodriten. Im Juli 1073 gehörte er zu den zehn führenden Fürsten und acht Bischöfen aus Sachsen, die, angeblich unterstützt von 60.000 Personen, nahe Hötensleben mit Heinrich IV. verhandelten, um die Freilassung von Magnus von Sachsen zu erreichen. Eine Urkunde des Bischofs von Verden von 1075/76 nennt Heinrich als Zeugen neben dem Stiftsvogt Graf Hermann.
Wie Magnus und Hermann von Sachsen dürfte er im Januar 1080 auf die Seite des salischen Königs gewechselt sein. Aus den Reihen der Billunger kämpfte somit seitdem kein führendes Mitglied mehr gegen den König. 1087/88 beteiligte sich Heinrich mit dem Titel „Graf von Hamburg“ an einem Gerichtstag in Achim. Das Gericht verhandelte gegen Gerhard von Stumpenhusen aufgrund mutmaßlichen Landfriedensbruchs. An den Verhandlungen nahm Heinrich als erster „Ritter des Herzogs“ teil.
Heinrich von Hamburg verband eine langanhaltende Freundschaft mit Heinrich von Alt-Lübeck, dessen Pate er vermutlich war, und dessen Vater Gottschalk. Heinrich von Hamburg und Fürst Gottschalk sicherten durch die Patenschaft eine vier Generationen anhaltende Zusammenarbeit der Billunger, Udonen und Nakoniden, die zum Gewinn der Schlacht bei Schmilau 1093 führte. Möglicherweise war Heinrich auch persönlich an der gewonnenen Schlacht beteiligt. Heinrich von Hamburg und seine Frau Margareta von Loewen wurden zwischen 1094 und 1099 im Hamburger Mariendom beigesetzt.
Der Namenszusatz „von Hamburg“ ist nur in einem einzigen Dokument von 1087/88 zu finden. Da ihn acht weitere Fundstellen als „Graf Heinrich“ bezeichnen, ist davon auszugehen, dass er in der Herzogsfamilie die bedeutendste Person nach Ordulf, Graf Hermann und Herzog Magnus war.